# Elith Pio
Viggo Elith William Pio (født 3. juli 1887 i København, død 10. februar 1983 i Bistrup) var en dansk skuespiller.
Elith Pio teaterdebuterede i 1907 i Peter Fjelstrups teaterselskab. Han var tilknyttet forskellige teatre indtil 1931, hvor han blev ansat ved Det kongelige Teater. Her forblev han, indtil han trak sig tilbage fra scenen i 1974. Af hans roller kan nævnes Aristophanes i Heibergs, Dr. Relling og Gamle Ekdal i Ibsens Vildanden og kammerherren i sammes De unges forbund, Hugo i Indenfor murene og Mefistofeles i Faust.
Han filmdebuterede i 1908 på Nordisk Film, var engageret flere sæsoner hos Søren Nielsen på Filmfabrikken Skandinavien og blev også brugt af Benjamin Christensen og Carl Th. Dreyer i den lange række af stumfilm (omkring fyrre), som han medvirkede i, inden han i 1931 dukkede op i sin første tonefilm som Fridolin i Hotel Paradis. Herefter medvirkede han i mere end tredive tonefilm, hvoraf den sidste i 1969 – Manden der tænkte ting med John Price – var med i konkurrencen ved Cannes Filmfestival.
Han blev berømt for sine utallige roller ved Radioteatret. Hans meget karakteristiske stemme var et uvurderligt aktiv.
Han spillede som statsadvokat overfor bl.a. Poul Reichhardt og Bodil Kjer i Soldaten og Jenny fra 1947 (filmversion af Soyas Brudstykker af et Mønster). Hans rolle som konsulen i TV-serien Livsens ondskab fra 1972, skal heller ikke glemmes.
Pio blev Ridder af Dannebrog 1939, Dannebrogsmand 1949 og modtog Ingenio et arti 1971.

## Familie
Han var søn af skuespiller og instruktør William Pio (1850-1909) og skuespiller Anna Henriette Winsløw (1859-1913). Carl Winsløw var hans oldefar. Elith Pio blev 23. oktober 1912 gift med Soffy Marie Eleonore Christensen (1892 – 1982). Parret fik i 1917 en søn, tegneren Palle Pio.
Han blev begravet på Assistens og Søholm Kirkegård i Birkerød og senere flyttet til Søllerød Kirkegård.

## Filmografi
(uddrag)
- Nat Pinkerton I eller Det mislykkede Attentat (1909)
- Mysteriet Blackville – 1917
- Den farlige Leg – 1917
- Mod Lyset – 1919
- Hotel Paradis – 1931
- Kirke og orgel – 1932
- Tango – 1933
- Kongen bød – 1938
- Et skud før midnat – 1942
- Forellen – 1942
- Tordenskjold går i land – 1942
- Vi kunne ha' det så rart – 1942
- Alt for karrieren – 1943
- Drama på slottet – 1943
- Kriminalassistent Bloch – 1943
- Når man kun er ung – 1943
- Som du vil ha' mig – 1943
- Otte akkorder – 1944
- Biskoppen – 1944
- Affæren Birte – 1945
- Mens sagføreren sover – 1945
- Ta', hvad du vil ha' – 1947
- Soldaten og Jenny – 1947
- For frihed og ret – 1949
- Den opvakte jomfru – 1950
- Familien Schmidt – 1951
- Sønnen – 1953
- Eventyrrejsen – 1960
- Ullabella – 1961
- Løgn og løvebrøl – 1961
- Duellen – 1962
- Tine – 1964
- Dyden går amok – 1966
- Manden der tænkte ting – 1969